# Saint-André-de-Bohon
 Saint-André-de-Bohon  es una población y comuna francesa, situada en la región de Baja Normandía, departamento de Mancha, en el distrito de Saint-Lô y cantón de Carentan.

## Demografía
| 359 | 318 | 310 | 297 | 258 | 264 |
| Para los censos de 1962 a 1999 la población legal corresponde a la población sin duplicidades (Fuente: INSEE [Consultar]) |     |     |     |     |     |